# 有核赤血球

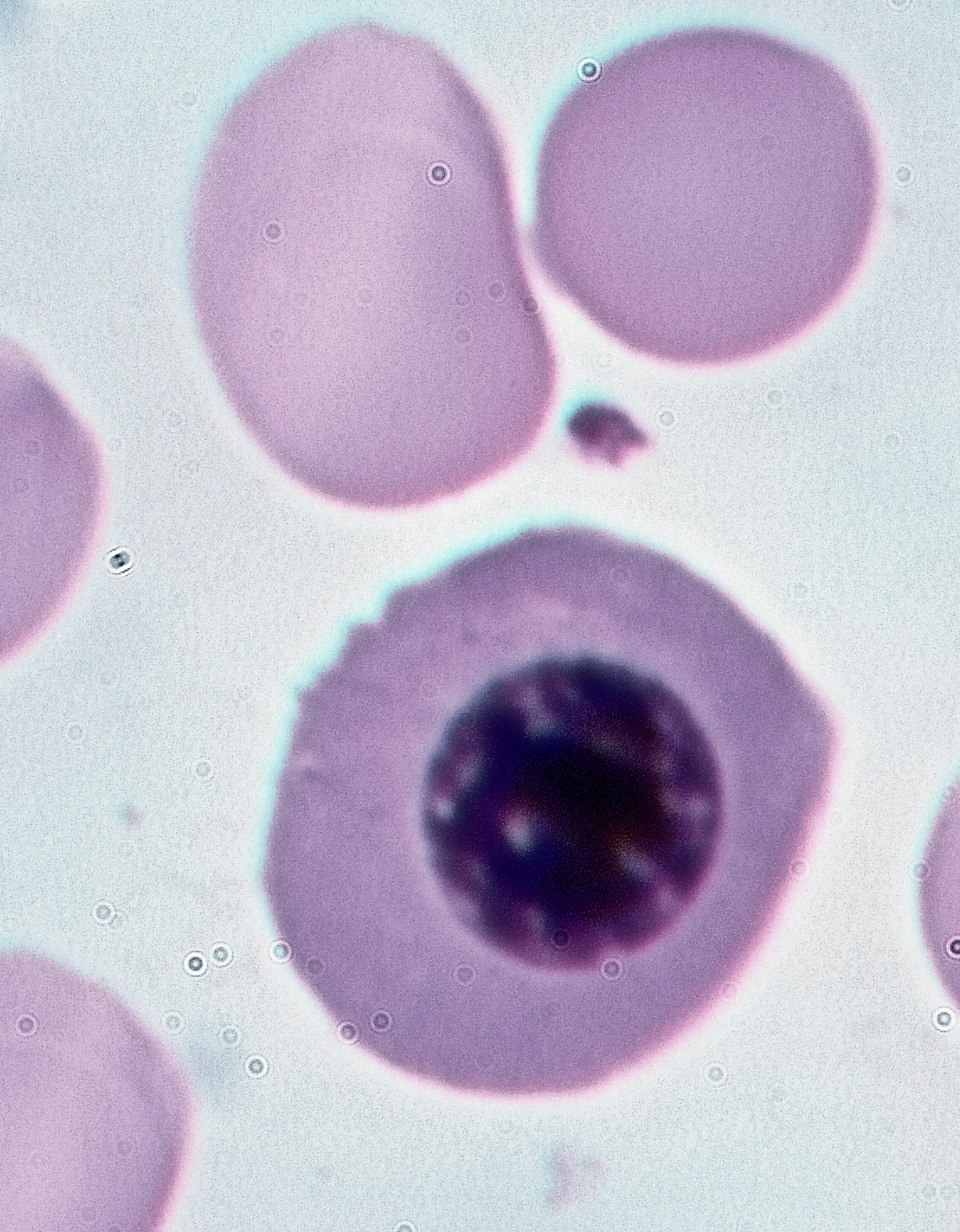
有核赤血球

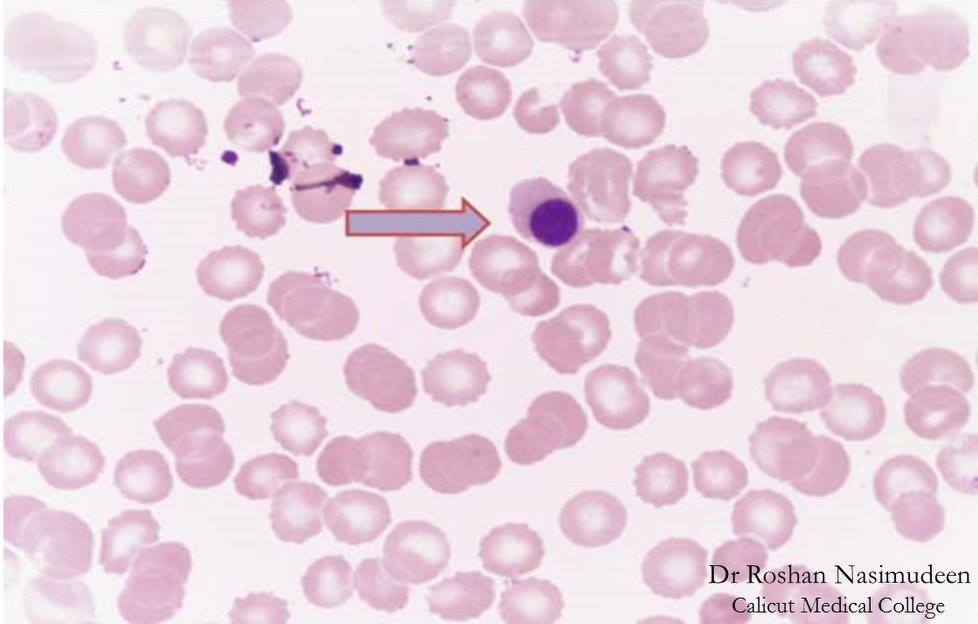
有核赤血球

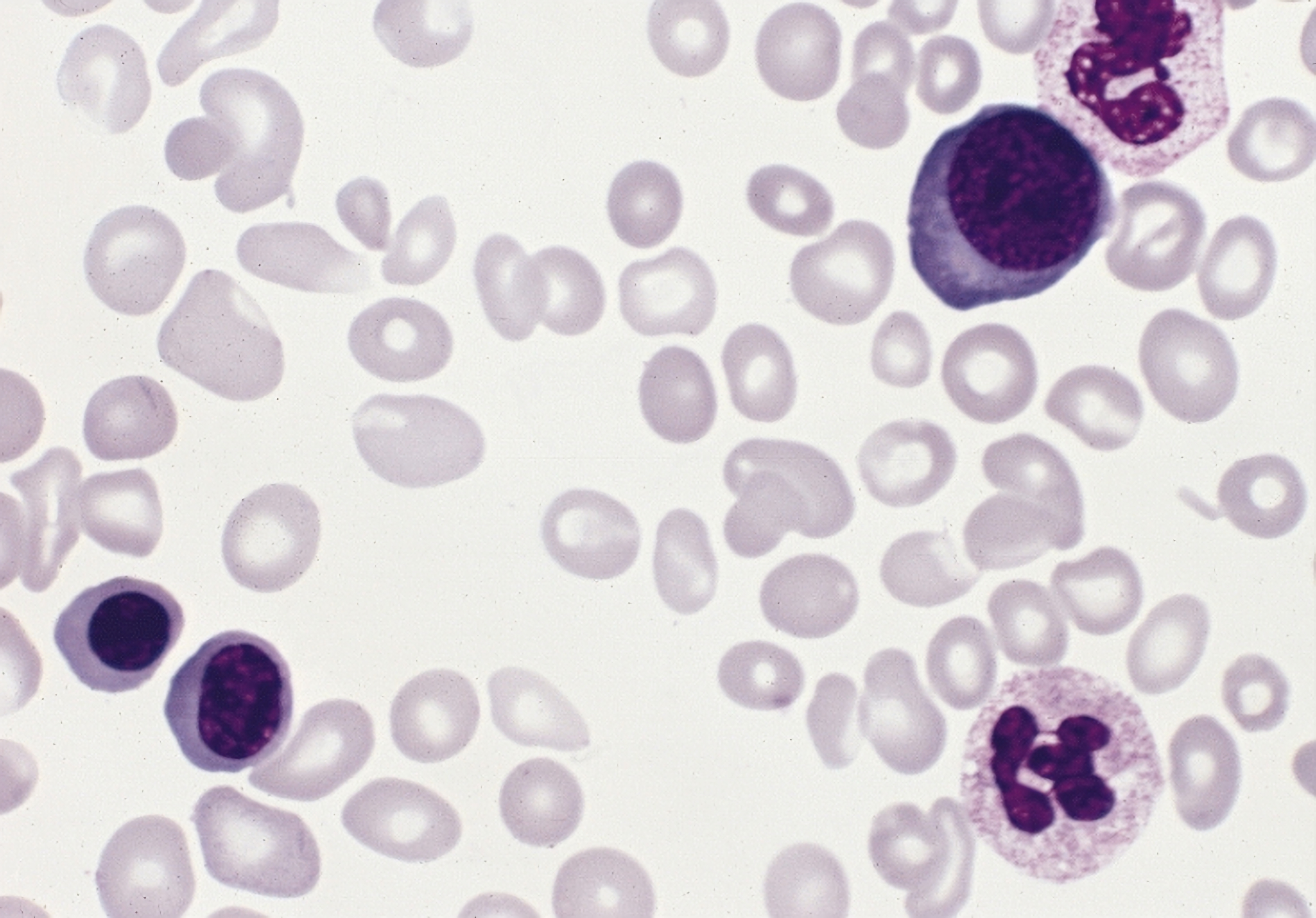
有核赤血球（真性多血症）

有核赤血球（ゆうかくせっけっきゅう、英: nucleated red blood cells, NRBC）とは、末梢血中の核をもった赤血球、すなわち、赤芽球である。

## 概要
赤血球は、骨髄で、造血幹細胞から、前駆細胞を経て、前赤芽球、好塩基性赤芽球、正染性赤芽球と分化していき、脱核により核を失い網赤血球となって、骨髄から末梢血に移行し、最終的に成熟赤血球となる。一般に、核を失うまでを赤芽球という。赤芽球が末梢血に出現した場合は、慣習的に、有核赤血球とよばれる。
末梢血中の有核赤血球は、出生直後は少数みられても異常ではないが、その後はすぐ消失する。出生直後以外に有核赤血球が認められたら必ず異常であり、急激な赤血球形成の亢進（大量出血後など）、各種の骨髄障害、髄外造血（骨髄線維症など）、脾臓摘出後、各種の重篤な疾患、などの病態が考えられる。

## 検査法
有核赤血球の標準的な検査法は、末梢血塗抹検査であり、白血球100個あたりの有核赤血球数（NRBC / 100 WBC）として報告されることが通常である。有核赤血球数を白血球数に対する比率で表現するのは白血球数の増減による影響が大きいため、NRBC / μL 等、絶対数で表現するのが望ましいとされる。
自動血球計数装置では、通常、有核赤血球は白血球として認識されるため、有核赤血球が多数出現している場合は白血球数を補正する必要があるが、近年は、自動血球計数装置でも有核赤血球を認識し白血球数を自動補正する機能をもつものが増えてきている。

## 基準値

### 新生児以外
出生直後を除けば、日常的な検査法で有核赤血球が末梢血に認められたら全て異常であり、基準値は 0 NRBC / 100 WBC である。

### 新生児
新生児の有核赤血球数の基準範囲は、在胎週数ごとに設定されており、詳細は文献を参照されたい。一般に、在胎週数に比例して減少する傾向があるが、過期産児は正期産児より高くなる。目安としては、正期産児では 1000/ μL程度、早産児では 2000 - 3000/ μL程度である。出生後1-2日の末梢血塗抹標本では、正期産児で 5 NRBC / 100 WBC、早産児で 25 NRBC / 100 WBCまでは正常とみなしうる。

## 臨床的意義
有核赤血球は、直接的に病名診断につながるわけではないが、汎用的な骨髄の異常のマーカーとして重要であり、予期しない有核赤血球を認めた場合は原因の精査が必要である。また、有核赤血球は骨髄へのストレスを反映し、重篤な患者の予後のマーカーにもなりうる。
以下、有核赤血球に関連する病態をあげる。

### 骨髄疾患
白血病をはじめとする各種の骨髄疾患により、骨髄から有核赤血球が末梢血に出現するようになる。
慢性骨髄性白血病の100%、急性白血病の62%、骨髄異形成症候群の45%で有核赤血球が出現と報告されている。（なお、骨髄異形成症候群においては、有核赤血球の出現は予後不良因子との報告がある。）
その他の骨髄疾患や化学療法でも有核赤血球はよくみられる。

### 貧血・低酸素血症
大量出血、急激な溶血、などによる急激な貧血による低酸素血症の刺激により、腎臓からエリスロポイエチンが分泌されて骨髄の赤血球形成が亢進し、有核赤血球が出現する（幼弱な白血球も出現することがある）。チアノーゼ性心疾患、心不全、重篤な呼吸器疾患などによる低酸素血症の場合も、同様の機序により、有核赤血球が出現することがある。

### 全身状態不良
尿毒症、敗血症、肝疾患、熱傷、など様々な病態で有核赤血球の出現が報告されている。一般に、重篤な患者では、低酸素血症など、全身状態不良によるストレスが骨髄に加わるために有核赤血球が出現すると考えられているが、詳細な機序はあきらかになっていない。
有核赤血球は、重症疾患の予後を予測するのに有用とされる。例をあげれば、集中治療が必要であった成人患者のうち、有核赤血球がみとめられた群の死亡率は42.0 %、みとめられなかった群の死亡率は5.9 %であり、さらに、有核赤血球が高値であるほど、また、有核赤血球が陽性となった期間が長いほど、死亡リスクが大きいとの報告がある。急性呼吸窮迫症候群でも有核赤血球は独立した死亡リスク因子であり、高値であるほど死亡リスクが高いと報告されている。また、退院患者においても、有核赤血球は退院後90日以内の死亡や30日以内の予定外再入院のリスク因子と報告されている。

### 髄外造血
造血器である骨髄が腫瘍や線維化（骨髄線維症）により占拠されたために肝臓・脾臓など骨髄外で造血が起こっている場合（髄外造血）には、有核赤血球のみならず、幼弱な白血球も末梢血に出現する。この状態は白赤芽球症（（英）leukoerythroblastosis、または、leucoerythroblastosis）とよばれる。

### 脾臓機能低下・脾臓摘出後
脾臓は血中の有核赤血球を除去する機能を持つため、脾臓機能の障害は有核赤血球増加につながる。

### 新生児
有核赤血球は、出生直後は正常でも認められるがその後は急激に減少し、健常新生児では生後3-4日にはほとんど消失する（早産児では生後1週間程度までみられることがある）。新生児における有核赤血球の高値は重症度や予後のマーカーと考えられており、新生児集中治療室（NICU）においては、有核赤血球の存在は死亡のリスク因子であり、有核赤血球数が高値であるほど死亡までの期間が短いと報告されている。また、脳室内出血や未熟児網膜症のリスクに関連するとされる。
胎児・新生児で有核赤血球が増加する病態としては下記があげられる。
| 溶血性貧血             | - 新生児溶血性疾患（特にRh式血液型不適合） - 先天性の重症溶血性疾患（サラセミア、ピルビン酸キナーゼ欠損症、など） |
| 失血による貧血         | - 母児間輸血症候群 - 双胎間輸血症候群 - 常位胎盤早期剥離 - 大きな頭血腫、その他、内臓出血など                     |
| 慢性の子宮内低酸素血症 | - 子宮内発育遅延 - 母体の子癇前症 - 母体の糖尿病 - 母体の喫煙                                                     |
| 急性の周産期低酸素血症 | - 各種の新生児呼吸不全 - 新生児低酸素性虚血性脳症 - チアノーゼ性心疾患                                            |
| 腫瘍                   | - ダウン症の一過性骨髄異常増殖症 - 新生児白血病                                                                   |
| その他                 | - TORCH症候群 - パルボウイルスB19感染後 - 絨毛膜羊膜炎 - 特発性（原因不明）                                       |

## 生物学

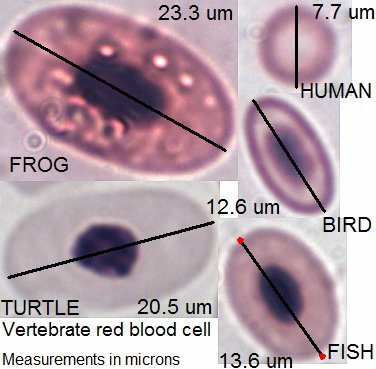
脊椎動物の赤血球：左上から時計回りに、カエル、ヒト、トリ、サカナ、カメ。ヒトの赤血球は小型で核を持たない。

動物の中で赤血球をもつのは脊椎動物である（例外的に、アカガイなど海棲動物で赤血球をもつものが稀にいる）。
脊椎動物の中では、哺乳類の赤血球は核がない。
哺乳類以外のほぼ全ての脊椎動物の赤血球は有核である（例外的にホソサンショウウオ属の両生類に赤血球核をもたない種がある）。
哺乳動物で成熟赤血球が核を持たない理由は不明であるが、一般的には、
酸素輸送に必要ない細胞内小器官を排除し、
赤血球の変形能を高めて酸素輸送を効率化するためと考えられている。